# De pura sangre
De pura sangre é uma telenovela mexicana produzida por Ernesto Alonso para a Televisa e exibida pelo Canal de las Estrellas entre 7 de outubro de 1985 e 21 de fevereiro de 1986.
A trama foi protagonizada por Christian Bach e Humberto Zurita e antagonizada por Victor Junco , Enrique Álvarez Félix, Manuel Ojeda e Margarita Gralia. 
Foi reprisada no TLNovelas entre 17 de agosto e 30 de outubro de 2009, substituindo El privilegio de amar e sendo substituída por Heridas de amor. 

## Sinopse
No rancho "San Joaquín", localizado no povo de San Miguel de Allende, falece o milionário don Alberto Duarte Solís, dono de uma grande fortuna e de uma próspera fazenda onde se criam cavalos puro sangue. Seu parente mais próximo é sua sobrinha Florencia, que vai se casar con Leonardo Altamirano, um homem bastante ambicioso. Este fica muito feliz, pensando que sua futura esposa será dona de uma grande fortuna. Mas para seu grande horror, Florencia só herdará 30% do dinheiro. O resto da fortuna de don Alberto e a fazenda passarão a mãos de um desconhecido procedente de Madrid, Alberto Salerno.
Homero, tio de Leonardo e tão interessado como ele, realiza planos para que Alberto seja arrastado por narcotráfico de caminho a México e condenado a vinte anos de prisão. Enquanto isso, Leonardo se casa con Florencia e a anima a impugnar o testamento devido à ausencia do herdeiro principal e assim ela se converte em dona de tudo, mas só de nome, porque é Leonardo quem se ocupa de tudo na fazenda. Oito meses depois, Alberto escapa da prisão durante um incendio e se dirige a San Miguel Allende com uma ideia em mente: se vingar.
Sua principal suspeitosa é Florencia, pois ela sabia que ele estava de caminho e também tinha motivos para eliminar-lo. Alberto, quem foi policial, decide começar a investigar o sucedido. Con o nome falso de Marcos Mejía, consegue trabalho como um peão na fazenda que tecnicamente é sua.No entanto, se surpreende ao descobrir em Florencia uma formosa mulher que parece sumida na tristeza. Florencia, presa em um matrimonio que não se consumiu e cheia de frustração sexual, se sente atraída pelo novo trabalhador.

## Elenco
- Christian Bach - Florencia Duarte Valencia
- Humberto Zurita - Alberto Salerno del Villar / Marcos Mejía
- Enrique Álvarez Félix - Leonardo Altamirano
- José Antonio Ferral - Fulgencio
- Manuel Ojeda - Carlos Meléndez
- Delia Casanova - Laura Blanchet
- Luis Xavier - Felipe
- Alicia Rodríguez - Beatriz Valencia Vda. de Duarte
- Víctor Junco - Homero Altamirano
- Arsenio Campos - Diego Bustamante
- Miguel Macía - Padre Francisco Alvear
- Margarita Gralia - Andrea
- Ofelia Cano - Carmelita
- Jacarandá Alfaro - Chuy
- Maristel Molina - Ángela
- Carmen Cortés - Josefina
- Graciela Lara - Amparo
- Alberto Macías - Camilo
- Alejandro Ruiz - Agustín
- Fidel Garriga - Nicolás
- Thalía Salas - Regina
- Guillermo García Cantú - Anselmo Bustamante
- Josefina Castellanos - Lulú
- Raúl Morales - Lic. Hernández
- Tito Guízar - Juan
- Claudia Inchaurregui - Ana María Salerno
- José Chávez - Teniente González
- José Luis Llamas - Bernal
- Carlos Guerra - Javier
- Alfonso Kaffiti - Mario Salerno

## Prêmios e indicações

### Prêmio TVyNovelas 1986
| Categoria                    | Indicado(a)            | Resultado |
| ---------------------------- | ---------------------- | --------- |
| Melhor telenovela            | Ernesto Alonso         | Venceu    |
| Melhor atriz protagonista    | Christian Bach         | Indicado  |
| Melhor ator protagonista     | Humberto Zurita        | Venceu    |
| Melhor ator antagonista      | Enrique Álvarez Félix  | Venceu    |
| Melhor ator antagonista      | Manuel Ojeda           | Indicado  |
| Melhor atriz principal       | Alicia Rodríguez       | Indicado  |
| Melhor atriz juvenil         | Delia Casanova         | Indicado  |
| Revelação feminina           | Ofelia Cano            | Venceu    |
| Revelação feminina           | Jacaranda Alfaro       | Indicado  |
| Melhor direção de cena       | José Rendón            | Venceu    |
| Melhor história ou adaptação | María Zarattini        | Venceu    |
| Melhor atuação masculina     | Guillermo García Cantú | Indicado  |
| Melhor atuação masculina     | Luis Xavier            | Venceu    |

## Outras Versões
- En 1997, Televisa realizou um remake desta telenovela titulado La jaula de oro, produzida por José Rendón e protagonizada por Edith González e Saúl Lisazo.

- En 2012 se estreou un novo remake desta historia, Amor bravío igualmente de Televisa e produzida por Carlos Moreno Laguillo, sendo os protagonistas Silvia Navarro e Cristián de la Fuente.